# Karotten
Karotten är en sjö i Piteå kommun i Norrbotten och ingår i Byskeälvens huvudavrinningsområde.